# Neckera laevigata
Neckera laevigata är en bladmossart som beskrevs av J. D. Hooker och William M. Wilson 1854. Neckera laevigata ingår i släktet fjädermossor, och familjen Neckeraceae. Inga underarter finns listade i Catalogue of Life.